# Нялма
Нялма — река в России, протекает по Пряжинскому району Карелии. Впадает в озеро Ведлозеро. Длина реки составляет 21 км, площадь водосборного бассейна — 306 км².

## Бассейн

### Притоки
(от истока к устью):
- Мичиганоя (правый).
- Финский (правый).
- Турканоя (левый, из озера Турколампи).

### Озёра
К бассейну Нялмы относятся озёра:
- Кайназъярви
- Тильваярви
- Куккозеро
- Сяргиярви
- Турколампи[3].

## Данные водного реестра
По данным государственного водного реестра России относится к Балтийскому бассейновому округу, водохозяйственный участок реки — Водные объекты бассейна оз. Ладожское без рр. Волхов, Свирь и Сясь, речной подбассейн реки — Нева и реки бассейна Ладожского озера (без подбассейна Свирь и Волхов, российская часть бассейнов). Относится к речному бассейну реки Нева (включая бассейны рек Онежского и Ладожского озера).
Код объекта в государственном водном реестре — 01040300212102000011563.